# Флаг Покровского-Стрешнева
Флаг внутригородского муниципального образования Покро́вское-Стре́шнево в Северо-Западном административном округе города Москвы Российской Федерации.
Флаг утверждён 30 марта 2004 года и является официальным символом муниципального образования Покровское-Стрешнево.

## Описание
«Флаг муниципального образования Покровское-Стрешнево представляет собой двустороннее, прямоугольное полотнище с соотношением сторон 2:3.
В голубом полотнище помещён жёлтый равнобедренный треугольник с вершиной в центре полотнища, и основанием, совпадающим с нижним краем полотнища.
В центре верхней части полотнища помещено изображение белых соединённых крыльев. Габаритные размеры изображения составляют 8/15 длины и 5/16 ширины полотнища.
В жёлтом треугольнике помещено изображение фиалок — три голубых цветка с жёлтыми соцветиями на зелёных стеблях с зелёным листом. Габаритные размеры изображения составляют 1/4 длины и 3/8 ширины полотнища. Изображение равноудалено от боковых краёв полотнища и на 1/30 ширины полотнища смещено к нижнему краю полотнища».

## Обоснование символики
Белые крылья в голубом поле, как сложившийся в дореволюционной русской геральдике, знак покровительства Богородицы, символизируют расположенные на территории муниципального образования храм Покрова Пресвятой Богородицы, чьё имя вошло в название местности, а также Тушинский аэродром.
Фиалки в жёлтом треугольнике символизируют находящиеся на территории муниципального образования старинный природный парк и усадьбу Покровское-Стрешнево, давшие название местности.